# Пышкайло, Никита Александрович
Никита Александрович Пышкайло (бел. Мікіта Аляксандравіч Пышкайла; род. 29 мая 2000, Юбилейный, Минский район, Белоруссия) — белорусский хоккеист, нападающий минского «Динамо». Игрок сборной Белоруссии.

## Биография
Родился 29 мая 2000 года. В семье, помимо Никиты, рос его брат Федор Пышкайло — белорусский хоккеист, выступающий за различные белорусские клубы. Учился в Белорусском государственном университете физической культуры.

## Игровая карьера
Хоккеем начал заниматься в 6 лет. Первый тренер — Максим Константинович Поборцев. Воспитанник СДЮШОР БФСО «Динамо». Про начало своего хоккейного пути в одном из интервью хоккеист сказал следующее:
Сначала старшего брата родители отвели на фигурное катание. Каких-то задач в плане большого спорта не ставили, это было в первую очередь для общего развития и оздоровления. Через пару лет привели и меня. Потом вместе с братом перешли в хоккейную секцию. Тренировались на маленькой площадке катка в парке Горького. Тренер показала на брата и сказала родителям, мол, ему надо на хоккей. С 6 до 8 лет тренировался в «Юности», а потом – в школе минского «Динамо» у тренера Артема Ботвенкова. Артем Николаевич вел меня с 8 до 16 лет (до выпуска).
Профессиональную карьеру начал в 2016 году, выступая на юношескую сборную Белоруссии в высшей лиге чемпионата республики. В сезоне 2016/2017 также выступал в составе юниорской сборной в этом же чемпионате. Сезон 2017/2018 полностью провел в составе юниорской сборной. С ней же посетил в 2018 году посетил чемпионат мира по хоккею с шайбой среди юниорских команд в России, на котором сборная заняла восьмое место. На том турнире хоккеист за шесть матчей отдал одну результативную передачу и окончил турнир с показателем полезности «-6».
В сезоне 2018/2019 дебютировал в белорусской экстралиге в составе молодежной сборной. В том сезоне хоккеист за 55 матчей регулярного чемпионата забил восемь голов и отдал 11 результативных передач. В 2019 году стал выступать за Динамо-Молодечно. В 2020 году в составе молодежной сборной страны на чемпионате мира среди молодежных команд (первый дивизион) занял третье место в группе А. На том турнире Пышкайло в пяти матчах забил один гол и отдал две результативные передачи.
В составе Динамо-Молодечно хоккеист выступал до 2021 года, после чего в ноябре 2021 года был «поднят» из фарм-клуба в минское «Динамо». В декабре 2021 полноценно пополнил состав «зубров», подписав контракт на три года. Свою первую результативную передачу хоккеист смог отдать уже во втором матче, а в третьем Пышкайло удалось поразить ворота хоккейного клуба «Северсталь». В своем первом сезоне в КХЛ за 14 матчей регулярного чемпионата забросил две шайбы, а также отдал две результативные передачи. В плей-офф за три матча хоккеисту удалось отдать одну голевую передачу. После сезона 2021/2022 стал постоянно попадать в основной состав «зубров». Также по окончании выступлений минского «Динамо» в плей-офф два раза командировался в фарм-клубы для усиления их в плей-офф (в 2022 году в Динамо-Молодечно (две игры, одна результативная передача) и в 2023 в солигорский «Шахтер» (четыре игры)).
В сезоне 2022/2023 за 59 матчей регулярного чемпионата забросил две шайбы, а также отдал четыре результативные передачи. В плей-офф хоккеист поразил ворота соперника два раза, а также отдал одну результативную передачу в шести играх. В следующем сезоне в 48 матчах регулярного чемпионата забросил пять шайб и отдал семь результативных передач.
29 июня 2024 года стал известно, что Пышкайло продлил контракт с минским «Динамо» на три года до 31 мая 2027 года.
С 2022 года не раз вызывался в сборную Белоруссии для участия в различных турнирах и выставочных матчах.